# Rue Folle-Peine
La rue Folle-Peine est une rue de la commune de Reims, dans le département de la Marne, en région Grand Est.

## Situation et accès
La rue Folle-Peine est comprise entre la rue de Venise et la rue des Moulins. La rue appartient administrativement au Quartier Barbâtre - Saint-Remi - Verrerie.

## Origine du nom
L’origine du ce nom viendrait de la difficulté qu’il y avait à cultiver la terre de cet endroit. C’était des mauvaises terres que l’on a « folle peine à cultiver. ».

## Historique
Ancienne rue de la Chasserie. Elle fut prolongée, jusqu’à la rue des Moulins, par l’acquisition du lavoir dit du Ruisselet en 1837. Réunie en 1841 à la rue de la Sécherie, ou de la Chasserie, elle commençait autrefois rue du Jard et prit le nom de rue Clovis pour la portion entre les rues du Jard et de Venise.

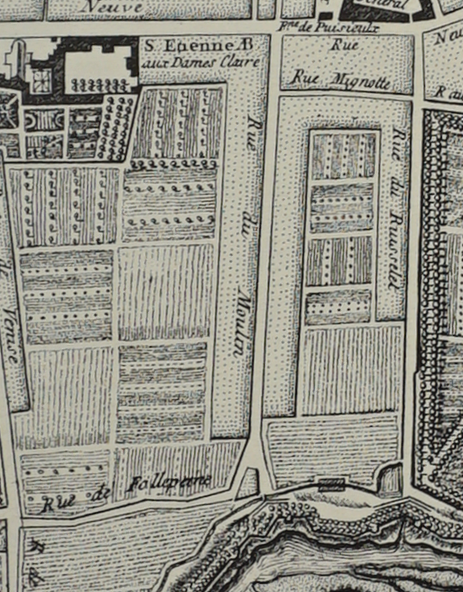
La rue en 1775 sur le plan Moithey.

## La légende
Victor Hugo, de passage dans le vieux quartier Saint-Remi à Reims, y aurait rencontré une femme qui inspira son personnage Esméralda pour son roman Notre-Dame de Paris, paru en 1831. Le sonneur de la basilique Saint-Remi (Henri Nicart) serait devenu Quasimodo.

## Bâtiments remarquables et lieux de mémoire
- La résidence du vieux port, construite en 2014, est l'oeuvre du cabinet d'architectes Fouqueray-Jacquet. Les fouilles archéologiques, conduite avant la construction, ont mis au jour des vestiges gallo-romains (artisanat et quai aménagé), médiévaux et modernes (viviers de poissons)[1].

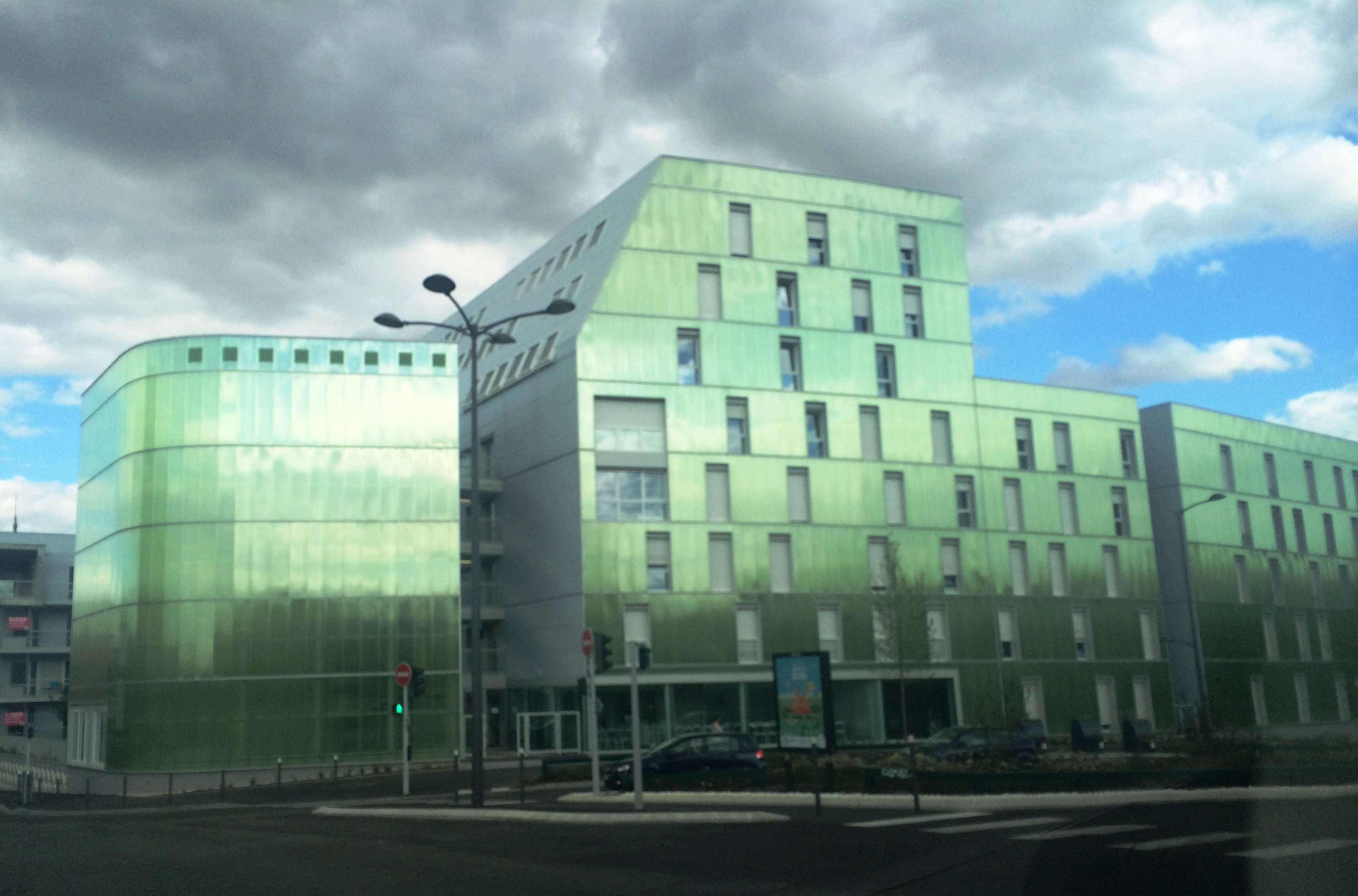
Résidence du "Vieux port",